# Ernst Werner von Laffert
Ernst Werner von Laffert (* 25. Mai 1704; †  1774 in Lüneburg) war ein hannoverscher Offizier und Regimentsinhaber.

## Leben

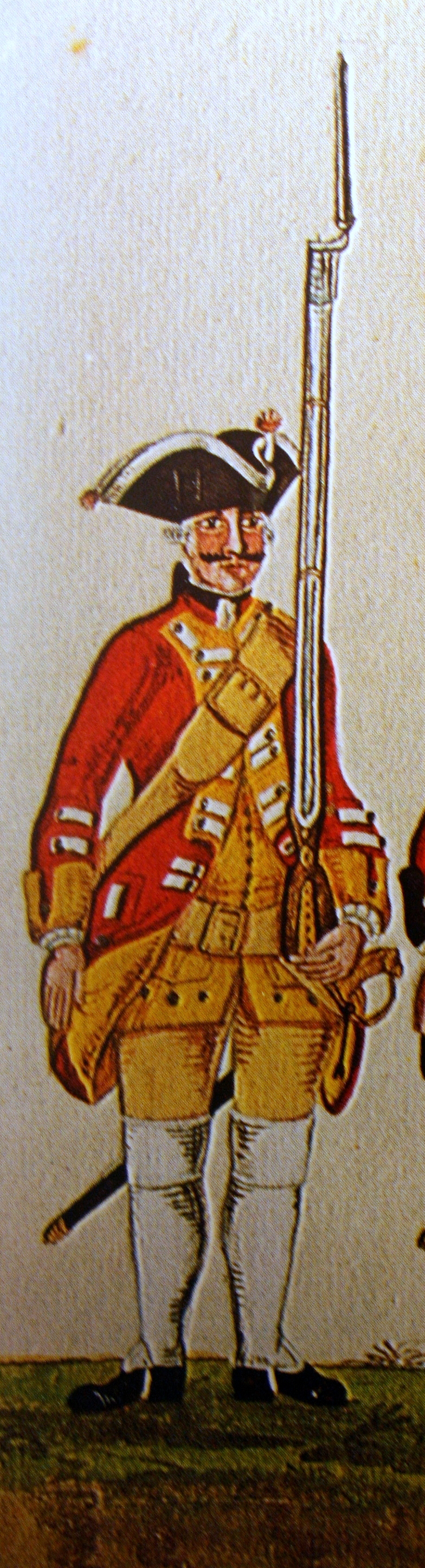
Uniform des Kurhannoverschen Infanterieregiments No. 5 A v. Laffert

Ernst Werner von Laffert entstammte dem Hause Lehsen des Adelsgeschlechts von Laffert. Er diente 1739 als Kapitänleutnant im Infanterie-Regiment von Monroy und avancierte 1747 zum Major im Regiment von Druchtleben. 1753 wurde er Oberstleutnant im Regiment von Hardenberg, 1759 Oberst und Chef des Regiments des Generalleutnants von Grote. Im Januar 1761 leitete er die Verproviantierung von Dillenburg, wo er sich besonders auszeichnete. 1762 erhielt er mit dem Charakter als Generalmajor seine Pension.